# メイデイ (台湾のバンド)
メイデイ（中国語：五月天 Wǔyuètiān、英語：Mayday）は、台湾の5人組ロックバンド。1997年結成、1999年7月7日デビュー。

## 概要
台湾出身の5人組ロックバンド。台湾金曲奨の「最優秀バンド」を4度受賞するなど、これまで受賞した音楽賞は国内外で150を超え、ライブ動員数は1,000万人を超えている。
日本においては、GLAYやflumpoolのコンサートにゲスト参加したことがあり、逆に彼らがメイデイのライブに出演したこともある。2013年に入ってからはアミューズとA-Sketchと契約し、本格的に日本進出を開始する。また阿信が椎名林檎のファンということもあり、「彼女のライブを台湾のファンたちにも経験させたい」ということで、2015年に椎名にとって初となる海外公演「椎名林檎 (生)林檎博'15 －垂涎三尺－」（台湾・台北南港展覧館）に自らのブランドSTAYREALで協賛した。

## 来歴
1999年、本国でデビュー。2000年リリースのセカンドアルバム『愛情万歳』が台湾の各音楽チャートの1位を独占し、確固たる地位を獲得する。
2001年8月には「GLAY EXPO 2001」に台湾代表として出演し、8万人の観客の前で日本・台湾のトップバンドによる“夢の共演”を実現。GLAYも台湾でメイデイのライブにゲスト出演したことがある。
2003年に台湾での4万人ライブを成功させたあと、2004年にはアメリカ、中国、シンガポール、マレーシア、香港、日本などを回る初のワールドツアーに挑戦。
2006年1月20日、大阪の梅田芸術劇場で地元のストリートバンド5組と2部構成のライブを行った。
2011年、台湾・台北アリーナでの連続7日間公演を含む、東南アジア、アメリカ、カナダ、オーストラリアなどでのワールドツアーを敢行。
2012年4月、北京国家体育場で2日間にわたる単独公演を行い、20万枚のチケットが即日完売する。2024年に至っては鳥巣10公演も開催。
2013年に入ってからはflumpoolとのコラボ曲「Belief 〜春を待つ君へ〜」をリリース。Maydayのワールドコンサートツアー「NOWHERE World Tour」台湾公演にflumpoolが、10月には逆にMaydayが日本のflumpoolデビュー5周年ライブにゲスト出演するなど、日本での活動を活発化させる。11月には日本版ベストアルバム『Mayday×五月天 the Best of 1999-2013』をリリース。リード曲「Dancin' Dancin' feat. TERU (GLAY)」にはGLAYのTERU（Vo）とTAKURO（G）が参加し、「OAOA」の日本語バージョンではflumpoolの山村隆太（Vo）とコラボレーションしている。
2014年1月、来日公演「Mayday Special Live 2014」を東京と大阪で開催。5月28日、ニコニコ生放送の特別番組「【祝】Mayday初の武道館2DAYS公演＆シングルリリース記念！メンバー来日生特番！」に出演。5月29日に香港コロシアムで行われた香港公演にflumpoolがゲスト出演。8月16日、ロックフェスティバル「SUMMER SONIC 2014」に出演。
2014年8月、アイス・バケツ・チャレンジに参加し、次の挑戦者に俳優の金城武を指名した。
2015年6月17日、シングル「YOUR LEGEND 〜燃ゆる命〜」をリリース。8月28、29日に東京・日本武道館にて単独公演「Mayday『Just Rock It 2015 TOKYO』at 日本武道館」を開催、flumpoolがゲスト出演。
2017年5月23日、ウルトラマンとのコラボミュージックビデオ「少年他的奇幻漂流 Life of Planet」が公開された。特技監督として「ウルトラマンX」と「ウルトラマンオーブ」の監督を務めていた田口清隆が参加。ウルトラマンネオスとダークバルタンが台北で戦うシーンをフィーチャーしている。

## メンバー
メイデイの母体は、アシン、モンスターと当時のドラマーの銭佑達らが、師範大学付属中学（日本の高等学校に相当する）時代に結成したバンドである。その後マサとストーンがメンバーに加わった。
1stアルバムを発表するまで実に3回ドラマーが替わっており、バンドの最初期のメンバーの一人である銭佑達→陳泳錩→任柏璋 と変更を経て、現在のドラマーはミンである。
現在のマネージャーは謝芝芬である。
現メンバーはほぼ全員が台湾最大のインターネット掲示板「PTT（批踢踢）」の郷民（住民）で、IDはアシンが「Plumage」、怪獸が「balaja」、瑪莎が「masage」、石頭が「vanhalen」。PTT内には五迷（メイデイのファン）が集う専用のカテゴリ（www.ptt.cc/man/MayDay/）がある。1990年代にドラマーが頻繁に変わっていたが、メンバー自身がPTTの掲示板上でドラム担当の募集をしていたという。
2004年11月に国立台湾大学を会場とするPTT主催のチャリティーコンサートに参加したが、開催直前に学内にあるPTTの機器が故障で更新の必要に迫られた際にその経費を拠出したことで、運営スタッフが謝意を表明した。PTT20週年の2015年にはPTT創設者のエンジニア杜奕瑾とともに郷民に祝福のコメントを寄せた。

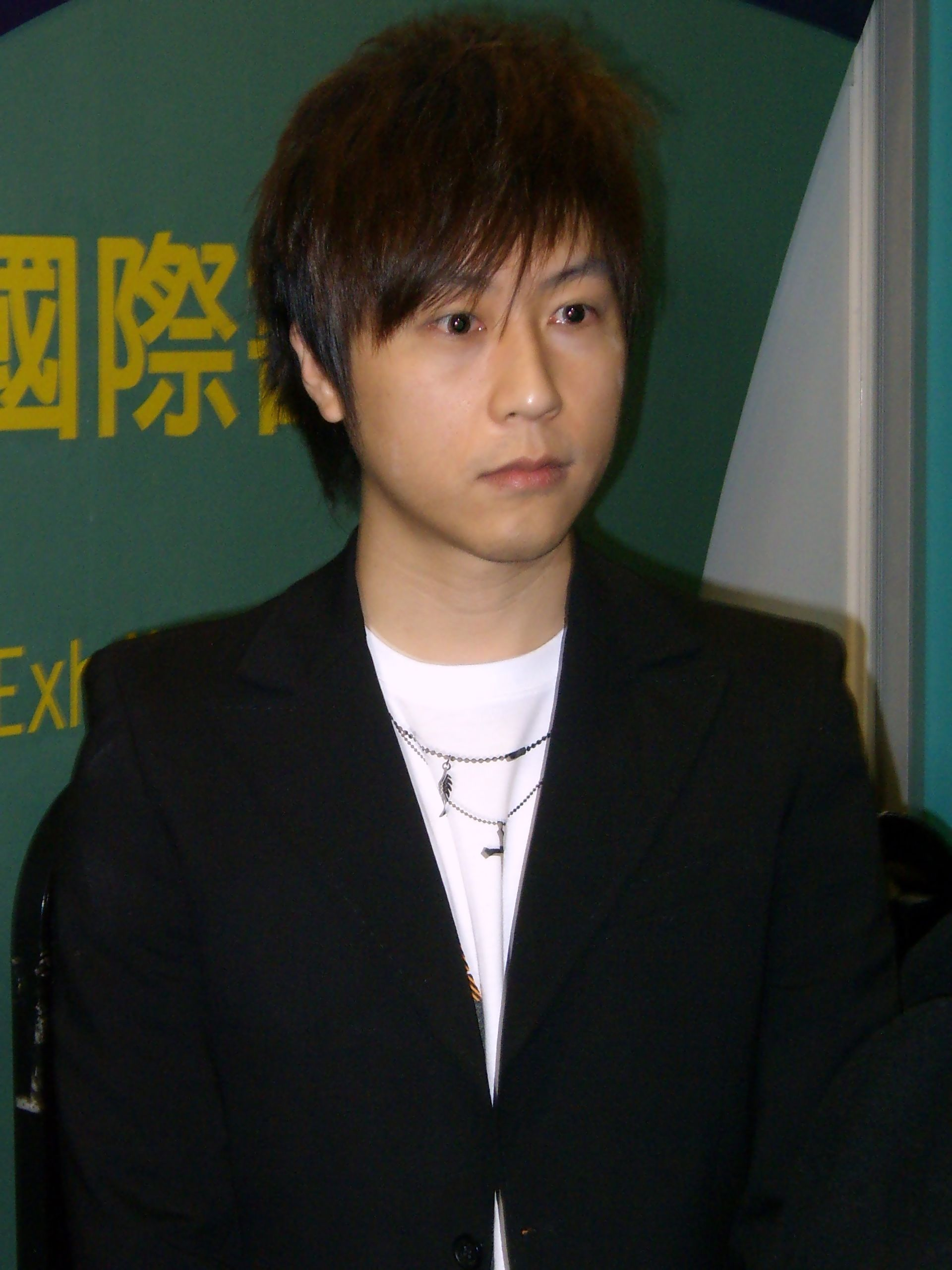
阿信

阿信/アシン/Ashin。本名は陳信宏。ボーカル担当。
1975年12月6日、台北市北投区生まれ。
師範大学付属中学美術クラス卒業。ギター部の部長・副部長を務めたことがあり、また卒業生の友好会理事の主席も担当したことがある。
実践大学インテリアデザイン学科（現在は建築学科に名称変更）中退。
バンドのイベント以外に、他のアーティストへの楽曲提供や音楽の製作も行っている。
作詞作曲以外に執筆活動も行っており、「ハッピー・バースデー─アシン・ロックの詩の誕生と生まれ変わること-」と「ロマンチックな逃亡」の出版によりベストセラーの作家の仲間入りを果たした。
高校の同級生である不二良と共同でデザインブランドの「STAY REAL」を創設。
好きなバンド：U2、ビートルズ、オアシス、Coldplay、ガンズ・アンド・ローゼズ、CHINA BLUE
好きな歌手：羅大佑、伍佰、王傑
好きな日本のアーティスト：Mr.Children、GLAY、椎名林檎
怪獸/モンスター/Monster。本名は温尚翊。ギター担当、リーダー。
1976年11月28日、新竹市生まれ。
国立師範大学付属中学卒業。前述のアシンと同じく、ギター部の上下学期の部長と副部長とクラスの同窓会の主席を担当した。
国立台湾大学社会学部中退。
しばしば他の歌手と共同での音楽製作や、サポート活動をしている。
2012年には台湾人歌手・叮噹のコンサートの総監督を担当した。
好きなバンド：ビートルズ、U2、オアシス
好きなギタリスト：松本孝弘
好きな日本のアーティスト：Mr.Children、B'z、AKB48
石頭/ストーン/Stone。本名は石錦航。ギター担当。
1975年12月11日、台北市生まれ。
ファーストアルバム「五月天第一張創作專輯(邦題：クレイジー・ワールド)」発表時には「石航瑋」と名乗っていたが、後に改名。
国立台湾師範大学付属中学卒業。
淡江大学水環係学中退。環境工学専攻。
コンサート中に当時交際中だった女性にプロポーズし、その後結婚した。
2007年、長男が誕生。この長男は「小石頭（小さな石）」の愛称で知られている。2009年には、第二子が誕生した。
2008年、妻子との幸せな生活を記したエッセイ「私のロックのママ」を出版。
『星空』『明天記得愛上我（Will you still love me tomorrow?）』などの映画に出演。
2014年、チャン・チェン初監督作品『尺蠖（尺取り虫）』で初主演。
2015年、映画『百日告別』で主演を務めた。
好きなミュージシャン：ビートルズ、ジム・モリソン
好きなギタリスト：デヴィッド・ギルモア
好きな日本のアーティスト：Mr.Children、サザンオールスターズ
好きな役者：李立群
瑪莎/マサ/ Masa。本名は蔡昇晏。ベース担当。
1977年4月25日、高雄市生まれ。
ベース以外にも、ダブルベース（コントラバス）、ギター、ピアノ、ハーモニカなどを演奏する。
国立台湾師範大学付属中学卒業。
カトリック教輔仁大学社会学部中退。
陶晶瑩が創設した女性向けウェブサイト「姉妹淘」のコラムニストとしても活動していた。
2018年5月に男女の双子が誕生。ルークとレイアと呼ばれている。
好きな歌手：ビートルズ、U2、スティング、羅紘武、李宗盛、羅大佑
好きな楽器演奏者：スティング、エリック・クラプトン、デイヴ・グルーシン、アラニス・モリセットのライブに出演しているドラマーとベーシスト、スティングのライブに出演しているドラマー
冠佑/ミン/Ming。本名は劉冠佑。ドラム担当。
1973年7月28日、苗栗市生まれ。
5枚目のアルバム「神的孩子都在跳舞」発表時までは「劉諺明」と名乗っており、その後改名した。
メイデイの4人目のドラマーとして1999年に加入した。最も遅く加入したメンバーにして、バンド内の最年長である。
国光芸術学校（現在の国立台湾伝統演劇学院）卒業。
ドラムの他に、エレクトーンとジャズピアノを演奏する。
北京で行われたコンサート「當我們混在一起　Final Home」の中で当時交際中だった王行芝にプロポーズし、結婚した。
2006年、長女が誕生。2009年、次女が誕生。二人の娘は「小さいバラ」の愛称で親しまれている。
妻の王行芝とファッションブランド　“Drumming” を創設した。
好きな歌手：Mr.Children、Original Love
好きな楽器演奏者：フィル・コリンズ

### 過去のメンバー
銭佑達。ドラム担当。
陳泳錩。ドラム担当。
任柏璋。ドラム担当。
ロバート、濁水渓公社のドラマー。現在はすでに引退。

## ディスコグラフィー

### 台湾で発表された作品

#### アルバム
- 五月天第一張創作專輯(1stアルバム）（1999年7月7日発売）
- 第168場演唱會(ライブアルバム）（1999年）
- 愛情萬歳(2ndアルバム）（2000年7月7日発売）
- 十萬青年站出來(ライブアルバム）（2000年）
- 人生海海(3rdアルバム）（2001年7月7日発売）
- 侯鳥電影原聲帶（映画サントラ）
- 你要去哪裡（ライブアルバム）（2001年）
- 時光機（4thアルバム）（2003年11月11日発売）
- 天空之城（ライブアルバム）（2004年）
- 五月之戀電影原聲帶（映画サントラ）（2004年）
- 神的孩子都在跳舞（5thアルバム）（2004年11月5日発売）
- Final Home［當我們混在一起］（ライブアルバム）（2005年）
- 知足 Just My Pride 最真傑作選（2枚組ベストアルバム）（2005年8月26日発売）
- 為愛而生（6thアルバム）（2006年12月29日発売）
- 後青春期的詩（7thアルバム）（2008年10月23日発売）
- 第二人生（8thアルバム) - 2011年12月16日発売
- 歩步自選作品輯 The Best of 1999-2013(2枚組ベストアルバム) - 2013年12月27日発売
- 自傳(9th アルバム) - 2016年7月21日発売
- 人生無限公司 Life Live 好朋友加班篇(ライブアルバム) - 2019年6月5日発売
- 人生無限公司 Life Live 完整収録篇(ライブアルバム) - 2019年6月5日発売

#### DVD
- 五月天第一張創作專輯MV+KARAOKE DVD - 2003年
- 五月天愛情萬歲MV+KARAOKE DVD - 2003年
- 五月天人生海海 MV+KARAOKE DVD - 2003年
- 五月天 MV+KARAOKE 4DVD 全紀録 - 2003年
- 神的孩子都在跳舞 MV / Karaoke 2 - 2005年
- 知足 Just My Pride 最真傑作選 MV / Karaoke DVD + Bonus CD - 2005年
- 後。青春期的詩MV影音全集＋100000人出頭天LIVE DVD - 2009年

### 日本で発表された作品

#### シングル
| 順  | タイトル                 | 発売日        | 販売形態 | 規格品番              | 最高位 |
| --- | ------------------------ | ------------- | -------- | --------------------- | ------ |
| 1st | Do You Ever Shine?       | 2014年6月4日  | CD+DVD   | AZZS-22（初回限定盤） | 18位   |
| 1st | Do You Ever Shine?       | 2014年6月4日  | CD       | AZCS-2036（通常盤）   | 18位   |
| 2nd | YOUR LEGEND 〜燃ゆる命〜 | 2015年6月17日 | CD+DVD   | AZZS-36（初回限定盤） | 31位   |
| 2nd | YOUR LEGEND 〜燃ゆる命〜 | 2015年6月17日 | CD       | AZCS-2043（通常盤）   | 31位   |

#### ベスト・アルバム
| 順                              | タイトル                              | 発売日                          | 販売形態                        | 規格品番                        | 最高位                          |
| ロックレコードジャパン レーベル | ロックレコードジャパン レーベル       | ロックレコードジャパン レーベル | ロックレコードジャパン レーベル | ロックレコードジャパン レーベル | ロックレコードジャパン レーベル |
| ------------------------------- | ------------------------------------- | ------------------------------- | ------------------------------- | ------------------------------- | ------------------------------- |
|                                 | Call Me NO.1                          | 2001年7月20日                   | CD                              | RCCA-2074                       |                                 |
| A-Sketch レーベル               |                                       |                                 |                                 |                                 |                                 |
| 1st                             | Mayday × 五月天 the Best of 1999-2013 | 2013年11月13日                  | CD                              | AZCS-1025                       | 15位                            |

#### スタジオ・アルバム
| 順 | タイトル                 | 発売日       | 販売形態            | 規格品番              | 最高位 |
| -- | ------------------------ | ------------ | ------------------- | --------------------- | ------ |
|    | 自伝 History of Tomorrow | 2017年2月1日 | CD+DVD              | AZZS-53（初回限定盤） | 14位   |
| CD | 自伝 History of Tomorrow | 2017年2月1日 | AZCS-1061（通常盤） |                       | 14位   |

## ツアー
- 168 Live (1999)
- Stand Out Live (2000)
- Where are you going Live Tour (2001)
- Union Live (2003)
- Final Home World Tour (2004–2006)
- Jump! The World Tour (2007–2008)
- D.N.A World Tour (2009–2010)
- Just Rock It! World Tour (2011–2020)
- Nowhere World Tour (2011–2014)
- Life Tour (2017–2019)
- Fly to 2021/2022/2023 Concerts (2020–2023)
- NOWHERE Re: Live Tour (2022–2024)
- 回到那一天巡迴演唱會 (2023-present)